# María Esther Capovilla
María Esther Capovilla (14. september 1889 – 27. august 2006) var fra 9. december 2005 til sin død verdens ældste levende person. Hun blev 116 år.
María Esther Capovilla voksede op i en fin familie. Faktisk var det en overklassefamilie, der var meget interesserede i kunst.
I 1917 blev hun gift med en officer fra militæret som døde i 1949. De fik sammen 5 børn. De 2 ældste er døde, men 3 lever stadig; (Hilda på 81 år), (Irma på 79 år) og sønnen (Anibal på 77 år). Hun havde oven i det 11 børnebørn, 20 oldebørn og 2 tipoldebørn.
Da hun i 1989 fyldte 100 år var hun lige ved at dø, men blev reddet, og fejlede ikke siden noget med helbredet indtil hun blev ramt af influenza i 2006. Selv 15 år efter kunne hun stadig se tv, gå en tur uden rulator og læse avisen, hendes datter Hilda boede sammen med hende.
I marts 2006 blev det så offentliggjort, at hun ikke længere kunne læse avisen eller gå uden to hjælpere, samtidig med hun ikke snakkede så meget mere.